# Pallacanestro in carrozzina ai X Giochi paralimpici estivi
Per la pallacanestro in carrozzina ai Giochi paralimpici estivi di Atlanta 1996 furono disputati i due tornei maschile e femminile.

## Medagliere
| Pos.   | Nazione     |   |   |   | Totale |
| ------ | ----------- | - | - | - | ------ |
| 1      | Australia   | 1 | 0 | 0 | 1      |
| 1      | Canada      | 1 | 0 | 0 | 1      |
| 3      | Regno Unito | 0 | 1 | 0 | 1      |
| 3      | Paesi Bassi | 0 | 1 | 0 | 1      |
| 5      | Stati Uniti | 0 | 0 | 2 | 2      |
| Totale | Totale      | 2 | 2 | 2 | 6      |

## Risultati
| Competizione     | Oro       | Argento     | Bronzo      |
| ---------------- | --------- | ----------- | ----------- |
| Torneo maschile  | Australia | Regno Unito | Stati Uniti |
| Torneo femminile | Canada    | Paesi Bassi | Stati Uniti |